# Jesen u meni
Jesen u meni je jedna od najpopularnijih pjesama Parnog valjka, s albuma Anđeli se dosađuju? iz 1987. godine. Napisao ju je Husein Hasanefendić - Hus.

## Ime pjesme
Pjesma je dobila ime po prvom stihu refrena:
```
Jesen u meni tuguje
Zašto sanjam čemprese
Moje ceste ne vode nikuda
Jesen u meni caruje
A u tebi proljeće
Ni sunce ne može
Ne može kroz oblake
Rano moja, hej

```